# 999-es busz (Szlovákia)
Az 999-es számú nemzetközi autóbusz Salgótarján és Sátorosbánya között közlekedik. A kabotázs tilalma miatt Sátorosbánya, országhatár megállótól a járatok többsége 474-es járatszámmal belföldi járatként közvetlenül továbbközlekedik Losoncra, illetve Fülekre.

## Története
2025. március 12-én a Somoskőújfalu és Sátorosbánya közti közúti határátkelőhelyen megrendezett sajtóeseményen került bejelentésre, hogy március 15-től több mint 20 év után újraindul a nemzetközi menetrendszerinti autóbuszközlekedés Losonc és Salgótarján között.
A járatokat a Besztercebánya megyei közlekedésszervező (IDS BBSK) megrendelésére a SAD Lučenec üzemelteti IVECO Crossway típusú szóló autóbuszokkal.

## Megállóhelyei
| 1 | Salgótarján, autóbusz-állomás végállomás                           | 0 km | 1, 2A, 2T, 3C, 5, 6, 7, 7A, 7B, 7C, 8, 9, 11, 11A, 11B, 11Y, 13, 14, 19, 27A, 36, 46, 58, 63, 63S 1010, 1012, 1020, 1021, 1301, 1302, 1305, 1347, 1349, 1351, 1352, 1354, 1384, 1447, 1448 3015, 3022, 3024, 3030, 3034, 3044, 3045, 3051, 3052, 3055, 3056, 3058, 3060, 3061, 3062, 3064, 3065, 3066, 3070, 3072, 3075, 3080, 3081, 3082, 3084, 3090, 3092, 3093, 3094 személyvonat |
| 2 | Salgótarján, Beszterce-lakótelep                                   | 4 km | 6, 11, 11A, 11B, 19, 36, 61, 63, 63S, 11Y |
| 3 | Somoskőújfalu, községháza                                          | 8 km | 11, 11A, 11B, 19, 11Y |
| Magyarország – Szlovákia országhatár |                                                                    |      | |
| 4 | Šiatorská Bukovinka, št.hr. (Sátorosbánya, országhatár) végállomás | 9 km | |
| Sátorosbánya, országhatár megállóhelytől a járatok 474-es járatszám alatt közvetlenül továbbközlekednek Fülekre és Losoncra (kivéve a Salgótarján, autóbusz-állomásról szlovák munkarend szerinti munkanapokon 9:35-kor induló járatot, amely csak Sátorosbánya, országhatár megállóhelyig közlekedik, illetve a Salgótarján, autóbusz-állomásra szlovák munkarend szerinti munkanapokon 10:15-kor érkező járatot, amely csak Sátorosbánya, országhatár megállóhelytől közlekedik) |                                                                    |      | |